# Eileen Montesin
Eileen Montesin (* 1. Oktober 1962 in Malta) ist eine maltesische Schauspielerin.

## Biografie
Montesin wurde am 1. Oktober 1962 in Malta geboren. Ihr Debüt gab sie 1997 in der Serie Sossy Tiehu Taghha. Danach trat sie 1999 in Undercover auf. Anschließend spielte sie 2004 in der Fernsehserie Dejjem Tiegħek Becky mit. Außerdem war Montesin 2009 in KC zu sehen. Am 10. August 2013 heiratete Eileen Mark Haber.  Das Paar hat eine gemeinsame Tochter. Zudem haben sie auch eine Enkelin. 2014 wurde sie für die Serie  Becky gecastet. Unter anderem setzte Montesin 2019 ihre Karriere in It’s Morris No Pressure fort.

## Filmografie
Serien
- 1997: Sossy Tiehu Taghha
- 1999: Undercover
- 2004: Dejjem Tiegħek Becky
- 2009: KC
- 2011: Déjà Vu
- 2014: Becky
- 2017: It’s Morris
- 2019: It’s Morris No Pressure